# Карни, Кит
Кит Ка́рни (англ. Keith Carney; род. 3 февраля 1970; Провиденс, США) — американский хоккеист, защитник. Провел в НХЛ 19 сезонов. В составе сборной США участвовал в Олимпийских играх 1998 года в Нагано.

## Игровая карьера
На драфте НХЛ 1988 года Карни выбран в четвёртом раунде клубом «Баффало Сейбрз».
27 октября 1993 перешёл в Чикаго Блэкхокс в обмен на защитника Крэйга Муни. Клубы также обменялись условными выборами на драфте.
4 марта 1998 года Карни и нападающий Джим Камминс были обменяны в «Финикс Койотис» на защитника Джейсона Мора и нападающего Чеда Килгера.
19 июня 2001 года Карни обменяли в «Анахайм» на выбор во втором раунде драфта 2001 года (драфт-пик позднее обменян в «Калгари», «Флэймз» выбрали нападающего Андрея Таратухина).
9 марта 2006 года Карни вместе с правами на защитника Юху Алена обменяли в «Ванкувер Кэнакс» на защитника Брэтта Скиннера и проспект-форварда Брайса Суона.
1 июля 2006 года Кит Карни как неограниченно свободный агент подписал контракт с «Миннесотой Уайлд». Матч «Миннесоты» против «Калгари Флэймз», состоявшийся 25 февраля 2008 года, стал тысячным для Карни в НХЛ.